# Typhlochactas
Genre
Synonymes
- Typhlochactas Mitchell, 1968

Typhlochactas est un genre de scorpions de la famille des Typhlochactidae.

## Distribution
Les espèces de ce genre sont endémiques du Mexique.  Elles se rencontrent en Oaxaca, au Querétaro, au Veracruz et au Tamaulipas.

## Description
Les espèces de ce genre sont anophtalmes.

## Liste des espèces
Selon The Scorpion Files (20/08/2020) :
- Typhlochactas cavicola Francke, 1986
- Typhlochactas mitchelli Sissom, 1988
- Typhlochactas reddelli Mitchell, 1968
- Typhlochactas rhodesi Mitchell, 1968
- Typhlochactas sissomi Francke, Vignoli & Prendini, 2009
- Typhlochactas sylvestris Mitchell & Peck, 1977

## Publication originale
- Mitchell, 1971 : « Typhlochactas elliotti, a new eyeless cave scorpion from Mexico (Scorpionidae, Chactidae). » Annales de Spéléologie, vol. 26, p. 135–148.